# Jürgen Wittdorf
Jürgen Wittdorf (25. července 1932 v Karlsruhe – 2. prosince 2018 v Berlíně) byl německý malíř a grafik. Proslavil se především svými knižními ilustracemi, dřevořezy a linoryty.

## Život
Jürgen Wittdorf dokončil školní docházku v Königsbergu (dnes Kaliningrad). V roce 1945 se rodina v důsledku událostí druhé světové války přestěhovala do Stollbergu v sovětské okupační zóně. Zde navštěvoval střední školu a od roku 1950 se účastnil kroužku grafického designu vedeného Walterem Schurigem. V letech 1952 až 1957 studoval u Gabriele Meyer-Dennewitz, Kurta Dietzeho a Alexandera Neroslowa na Vysoké škole grafiky a knižního umění v Lipsku. Poté v Lipsku rok pracoval jako tzv. umělec ve svobodném povolání. V roce 1957 se stal členem Svazu výtvarných umělců NDR, jehož členem zůstal až do roku 1990. Zároveň začal učit na lipské Volkshochschule, v letech 1959 až 1964 pak navázal jako lektor na Ústavu výtvarné pedagogiky Univerzity Karla Marxe v Lipsku. Poté opět pracoval ve svobodném povolání. Mimo NDR byla Wittdorfova díla vystavována v Československu, Polsku, Finsku a Sovětském svazu.
V roce 1964 koupil Wittdorf více než stoletý hrázděný dům ve vsi Carwitz na severu tehdejší NDR, který sám zrekonstruoval a od té doby v něm pobýval v letních měsících. V roce 1967 studoval v tzv. mistrovském studiu u Ley Grundig na východoberlínské Akademii umění. V roce 1970 se přestěhoval do východního Berlína. Pracoval jako vedoucí kroužku v Domě mladých talentů a od roku 1975 až do svého odchodu do důchodu v roce 1991 učil v Domě učitele (Haus des Lehrers) na Alexanderplatzu.
Poslední roky života strávil Wittdorf v berlínském domově pro osoby se zdravotním postižením.
Wittdorf je jedním z protagonistů dokumentárního filmu Unter Männern – Schwul in der DDR (Mezi muži – Queer v NDR) od Ringa Rösenera a Markuse Steina.
Všechny obrazy z Wittdorfovy umělecké pozůstalosti byly po jeho smrti vydraženy ve dvou samostatných aukcích. Zarámované obrazy, které visely ve Wittdorfově bytě, koupil berlínský galerista Jan Linkersdorff. Množství alb s nezarámovanými díly je nyní součástí Sammlung Kollek sběratele Borise Kolleka.
Wittdorfovy obrazy lze nalézt také v berlínském Schwules Museum a v Kunstarchivu Beeskow.

## Dílo
V NDR proslavil Jürgena Wittdorfa grafický cyklus Mládeži (Für die Jugend). Jeho zobrazení mladých lidí jako takzvaných halbstarke (pásků) představovalo rozchod s převládajícími konvencemi umění v NDR, protože zpochybňovalo oficiální morální koncepty a převládající představu genderových rolí. Bez mytizující nadsázky vyjadřuje tento cyklus touhu mladých lidí po změně a životě mimo německou poválečnou úzkoprsost. V roce 1963 byl cyklus vydán jako velkoformátové grafické portfolio v nákladu 10 000 výtisků nakladatelstvím Junge Welt, jež provozoval východoněmecký svaz mládeže.
V roce 1964 Wittdorf vytvořil grafický cyklus Mládež a sport (Jugend und Sport). Šlo o zakázku pro novou budovu Německé vysoké školy tělesné kultury v Lipsku. Dílo se zaměřuje na vyobrazení mužského těla a nese jasné homoerotické rysy, které jsou v umění NDR zcela ojedinělé.
Některé obrazy Jürgena Wittdorfa lze z dnešního pohledu označit za průkopnické příspěvky ke queer umění. Někdy je Wittdorf označován dokonce jako "východoněmecký Tom of Finland".
V roce 2004 se v berlínském Schwules Museum konala první výstava Wittdorfových děl od zániku NDR a znovusjednocení Německa, která znamenala postupné znovuobjevování tohoto umělce. Rozsáhlá Wittdorfova retrospektiva s téměř 250 obrazy se pak konala od 5. září 2022 do 10. února 2023 v prostorách zámku Biesdorf v Berlíně.

## V Česku
V Česku je dnes dílo Jürgena Wittdorfa prakticky neznámé. Zajímavostí je, že v budově Goethe-Institutu v Praze visí Wittdorfův obrázek, který se sem dostal ještě v době, kdy dům sloužil jako ambasáda Německé demokratické republiky.

### Webové odkazy

#### V češtině
- Matěj Forejt: Mezi socialismem a queer uměním na webu Goethe-Institutu

#### V němčině
- Sammlung Jürgen Wittdorf
- Informationen zum künstlerischen Nachlass
- [ https://www.schwulesmuseum.de/bibliothek-archiv/drucke-von-juergen-wittdorf-in-das-smu-archiv/ Drucke von Jürgen Wittdorf im SMU-Archiv]
- Information zur Ausstellung Durchs Leben gezeichnet
- The Guardian Philip Oltermann: Jürgen Wittdorf: Berlin gallery revives homoerotic art of communist era; 11. Oktober 2022